# Diodoro de Tiro
Diodoro de Tiro (em grego: Διόδωρος), foi um filósofo peripatético, discípulo e seguidor de Critolau, a quem sucedeu como diretor na Escola Peripatética, em Atenas, no ano de 118 AC. Ele ainda estava vivo e na ativa em 110 AC, quando Lúcio Licínio Crasso, durante seu período como questor na Macedônia, visitou Atenas. Cícero negou que ele fosse um genuíno peripatético devido à uma máxima ética sua que afirmava que o bem maior consistiria numa combinação da virtude com a ausência de dor, na qual tentou-se uma reconciliação entre os estóicos e os epicuristas.